# یوسف سفری
یوسف سفری (عربی: يوسف سفري؛ زادهٔ ۳ ژانویهٔ ۱۹۷۷) بازیکن فوتبال اهل مراکش بود.
از باشگاه‌هایی که در آن بازی کرده‌است می‌توان به باشگاه فوتبال ساوت‌همپتون، باشگاه ورزشی القطر، باشگاه فوتبال کاونتری سیتی، باشگاه فوتبال نوریچ سیتی، و باشگاه فوتبال الرجا اشاره کرد.
وی همچنین در تیم ملی فوتبال مراکش بازی کرده‌است.